# Parishia coriacea
Parishia coriacea är en sumakväxtart som beskrevs av Peter Shaw Ashton. Parishia coriacea ingår i släktet Parishia och familjen sumakväxter. Inga underarter finns listade i Catalogue of Life.